# ماطوس
ماطوس مسلسل تاريخي درامي تونسي يتكون من ثلاثين حلقة عُرض في رمضان سنة 2000 على قناة تونس 7، وهو من تأليف علي الدب وإخراج حمادي عرافة.

## القصة
تدور أحداث المسلسل في قرية «ماطوس» في نهاية القرن السابع عشر بالجنوب الشرقي التونسي، و التي يعيش متساكنوها في كنف الأمن والرخاء، إذ يعمرون تلك الأراضي الصحراوية القاحلة و يحولونها إلى واحات خضراء، لكن سرعان ما تنقلب الأمور رأسا على عقب عندما تتم مهاجمتها و مهاجمة سكانها من طرف بعض قطاع الطرق لتنقلب الموازين.

## الشخصيات
- عيسى حراث
- حسين محنوش
- صلاح مصدق
- سمير العيادي
- خديجة السويسي
- صالح الجدي
- محمد السياري
- منجية الطبوبي